# E-JNN
e-JNN（イー・ジェイエヌエヌ）は、日本の九州および沖縄県にあるジャパン・ニュース・ネットワーク（JNN）加盟の7放送局で組織しているグループ。e-JNN加盟局は、以前加盟していたテレビ山口を除きラテ兼営局であり、また民間放送教育協会にも加盟している。

## 加盟局
- RKB毎日放送（福岡県）
- 長崎放送
- 熊本放送
- 大分放送
- 宮崎放送
- 南日本放送（鹿児島県）
- 琉球放送（沖縄県）

### 過去
- テレビ山口（脱退時期不明。以前開設されていたe-JNN公式ホームページからも閉鎖直前の頃にはリンクが削除されていた）

## 番組
電撃黒潮隊は琉球放送とテレビ山口でも放送していた。ブロックネット番組が多いが、沖縄と山口は外れることが多い。これはスポンサーとなっている九州の有力企業の営業範囲との兼ね合いがあるものと思われる。（沖縄県はJR路線がなく、過去にJR九州沖縄支店が設置され、乗車券類の販売と沖縄県内の旅行会社代理店の管轄を行っていたが2017年3月末で閉鎖した。電力会社は沖縄電力のエリア。山口県はJR西日本と中国電力のエリア）なお、ムーブは2007年までテレビ山口にもネットされたが打ち切られた。長らく、琉球放送は、ムーブのみ参加していたが、「世界一の九州が始まる!」や「カンパイ!! ツマミッケ!!」では、琉球放送も参加するようになった。（ただし、前者は再度外された。）
- JNN九州・沖縄ドキュメント ムーブ

2007年まではムーブ○○○○（○は西暦が入る）として放送。
- 世界一の九州が始まる!
- 選抜女子駅伝北九州大会（2019年まで関西・中四国のTBS系列局でも放送。2020年からは地上波録画ネット局が大幅縮小された代わりに裏送りによりBS-TBSで生中継）
- 新 窓をあけて九州（提供：九州電力グループ（2018年12月現在は九電グループと表記変更））
- カンパイ!! ツマミッケ!!（提供：霧島酒造）
- 九州実業団毎日駅伝の中継（毎年11月の祝日に放送。2017年まで11月23日(勤労感謝の日)、2018年より11月3日の文化の日、あるいは前後の振替休日に放送）

終了した番組
- （アートネイチャースペシャル・）電撃黒潮隊
（　）内は、複数社提供となったこともあり番組の晩期には外れたが、最後まで一貫して提供し続けたのはアートネイチャーだけだった。
- 九州遺産
- 冒険王国思いっきりトムソーヤ
- はぁと日和
- 黄金ディッシュ
- 窓をあけて九州（提供：九州電力）
- 味わいぶらり旅（提供：JR九州）
- 列車に乗って（提供：JR九州）